# Boom (plant)

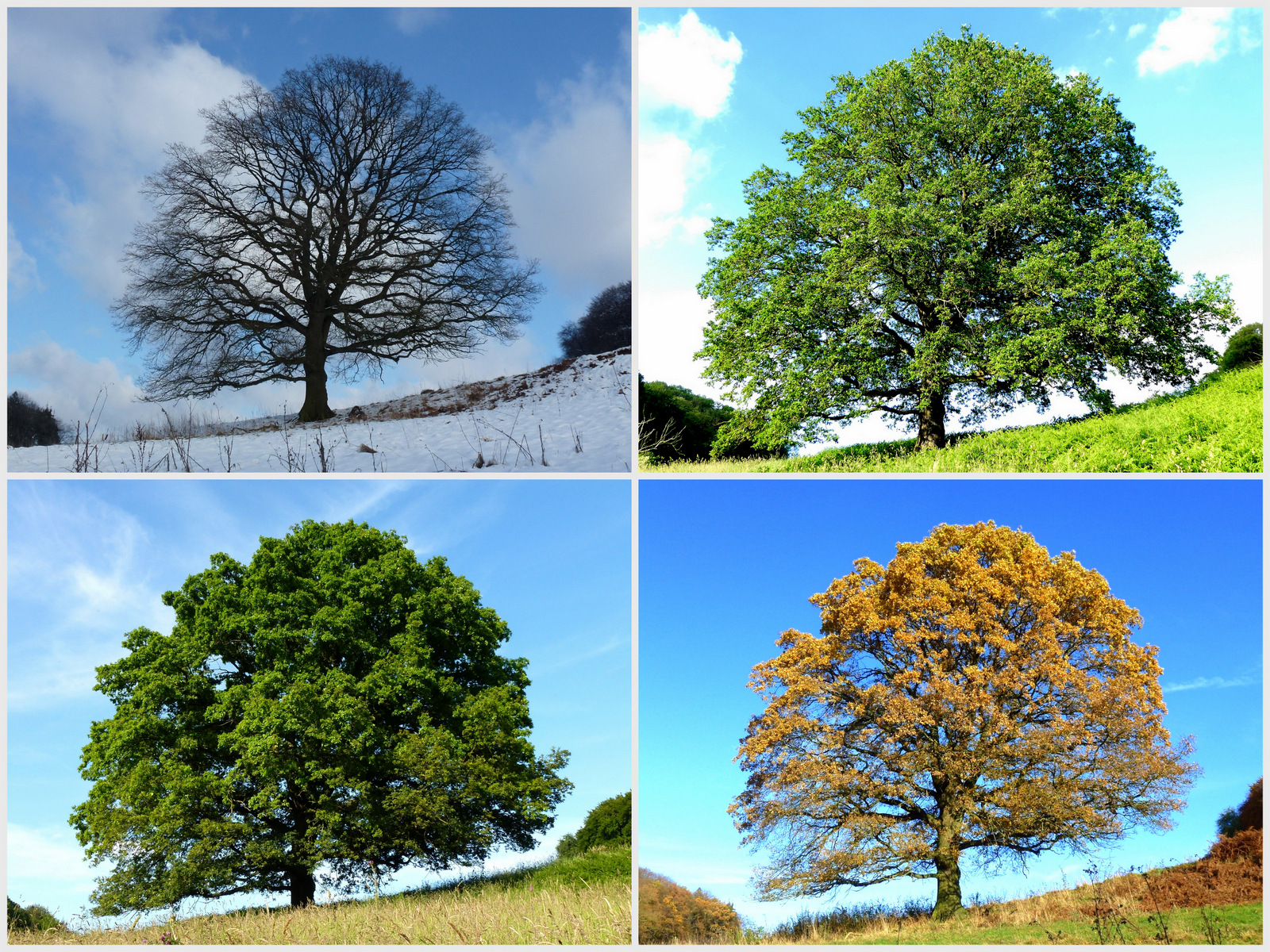
Zomereik (Quercus robur), een loofboom die algemeen voorkomt in Europa, in de vier jaargetijden

Een boom is een relatief grote, overblijvende plant met een stevige verhoute stam, en meestal een kroon die zich op enige hoogte boven de grond vertakt. De meeste bomen hebben een omvangrijk wortelstelsel onder de grond. Er is geen nauwkeurige definitie van een boom; overgangsvormen naar een struik maakt definiëring lastig.
Bomen vormen geen eigen taxonomische groep; het gaat om een groot aantal verschillende plantengroepen die onafhankelijk van elkaar een houtige stam en takken hebben ontwikkeld, waarmee ze boven andere planten uit torenen en zo beschaduwing vermijden. Loofbomen behoren tot de bedektzadigen, naaldbomen tot de naaktzadigen. Varens van boomgrootte zijn van fossielen bekend uit het Devoon, maar vooral uit het Carboon.
Bomen kunnen zeer oud worden, sommige bereiken een leeftijd van vele honderden jaren. Bomen ontstonden ongeveer 370 miljoen jaar geleden, en hebben zich aan vele leefomgevingen aangepast. Geschat wordt dat er tegenwoordig ruwweg drie biljoen volgroeide bomen op aarde voorkomen – een aantal dat afneemt door grootschalige ontbossing.
Een boomstam bestaat uit houtweefsel dat stevigheid biedt, en vaatweefsel voor het transport van water en organische stoffen. Bij de meeste bomen is de stam omgeven door een beschermende laag schors. Onder de grond vertakken de wortels zich tot een stelsel dat vaak nog groter is dan de kroon; wortels verankeren de boom en onttrekken water met voedingsstoffen aan de bodem. Bovengronds vertakt de stam zich in takken en scheuten. De takken dragen doorgaans bladeren, die licht opvangen voor de fotosynthese.

## Overzicht
De groeiwijze van bomen is een evolutionaire aanpassing bij verschillende groepen planten, die in wezen neerkomt op de concurrentie om zonlicht. Door in de hoogte te groeien, kan een plant boven andere levensvormen uitsteken om zo optimaal lichtenergie te vangen voor fotosynthese. Dankzij de dikke en stevige stam, die opgebouwd is uit gespecialiseerde cellen zoals houtvaten, kunnen bomen veel groter worden dan andere planten en hun bladeren over een enorm oppervlak uitspreiden. Kenmerkend voor bomen is verder dat ze opmerkelijk lang leven; sommige individuen worden makkelijk honderden of zelfs duizenden jaren oud.
Bomen zijn in de evolutie meerdere malen onafhankelijk van elkaar ontstaan. Ze behoren dus niet tot dezelfde taxonomische groep, maar hebben zich bij verschillende (minder of meer verwante) groepen op dezelfde manier ontwikkeld (convergente evolutie) door een gedeelde selectiedruk. Bomen zijn hiermee een klassiek voorbeeld van parallelle evolutie. 
Geschat wordt dat er 60.000 tot 100.000 boomsoorten op aarde voorkomen, ongeveer een kwart van het plantenrijk. Veruit de meeste soorten groeien in tropisch regenwouden, levensgemeenschappen die nog maar in beginnende mate onderzocht. Van de ecologische en evolutionaire diversiteit is een belangrijk deel nog niet in kaart gebracht.

Voorbeelden van boomvormige planten.
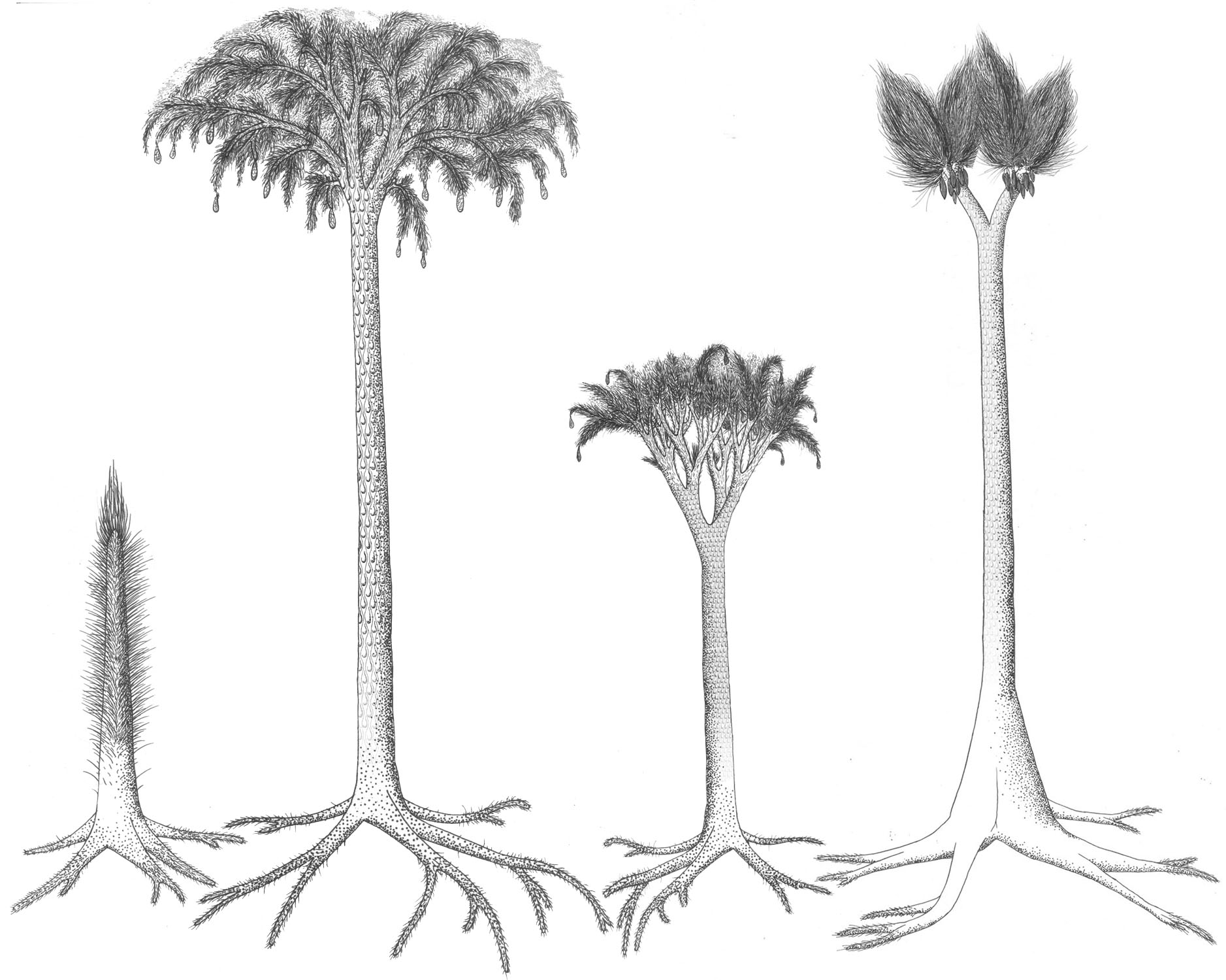
Lepidodendron, Lepidophloios en Sigillaria (Boven-Devoon)
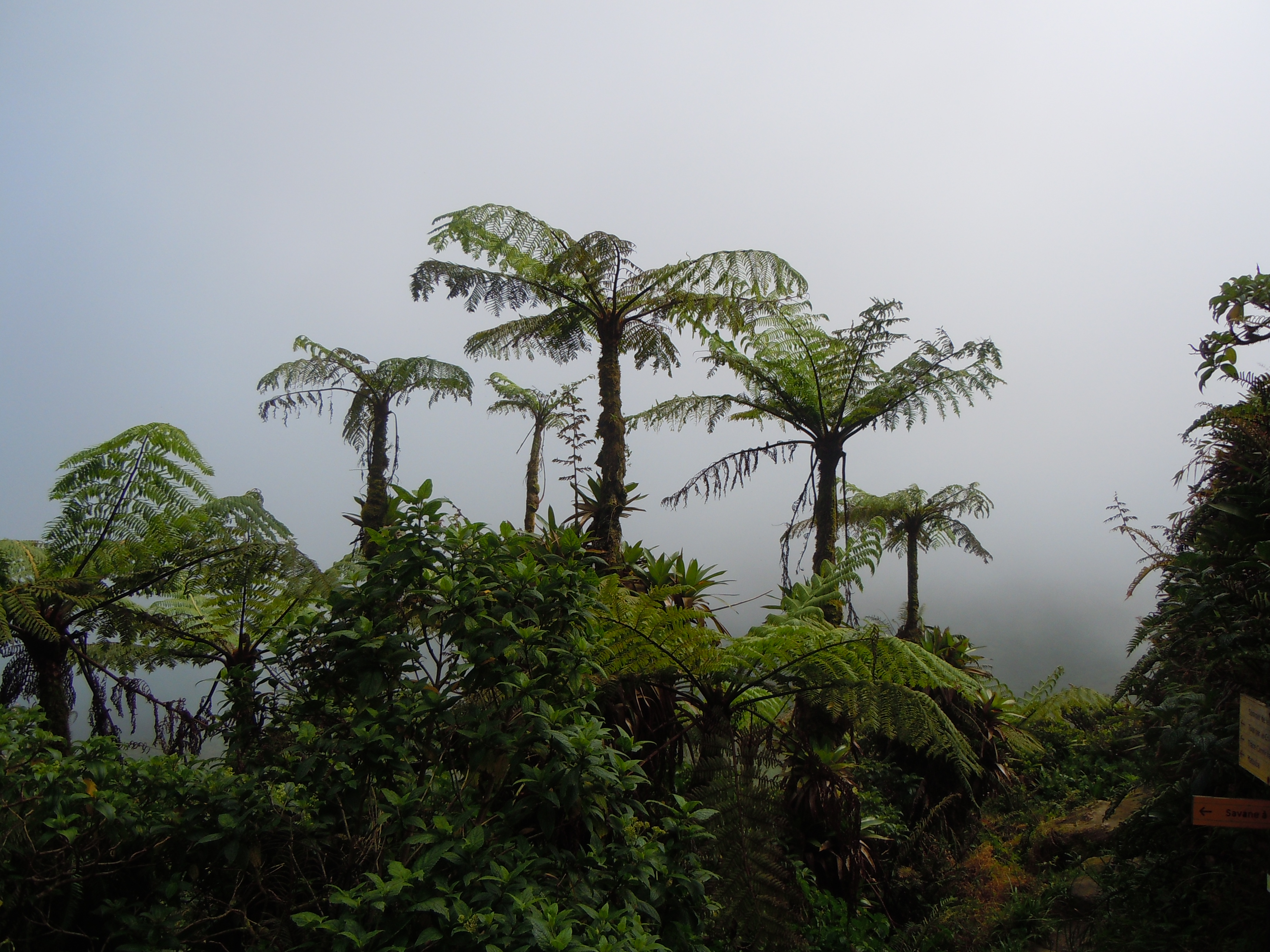
Cyathea arborea, een boomvaren
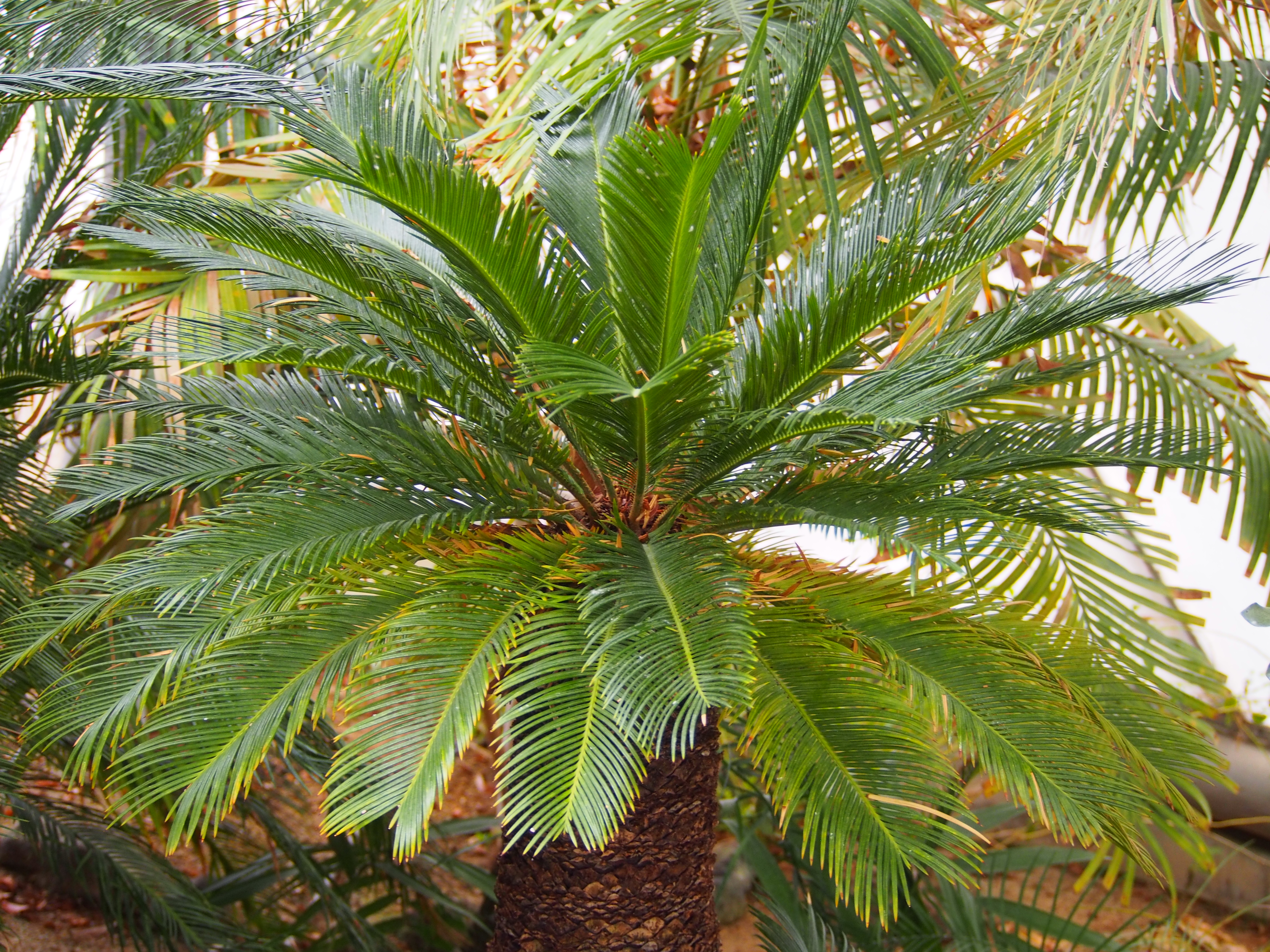
Cycas revoluta, een levend fossiel, een naaktzadige

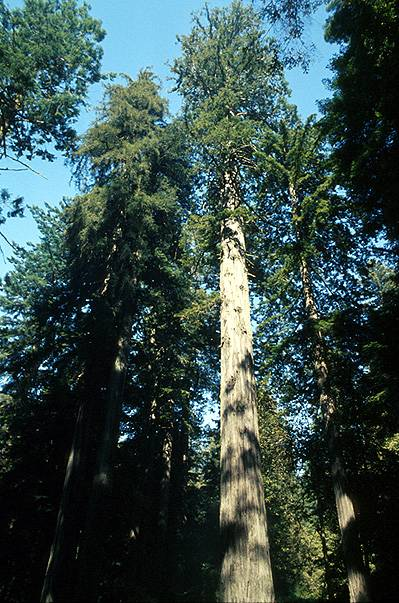
De kustsequoia's, die alleen nog groeien in Californië, behoren tot de hoogste bomen ter wereld
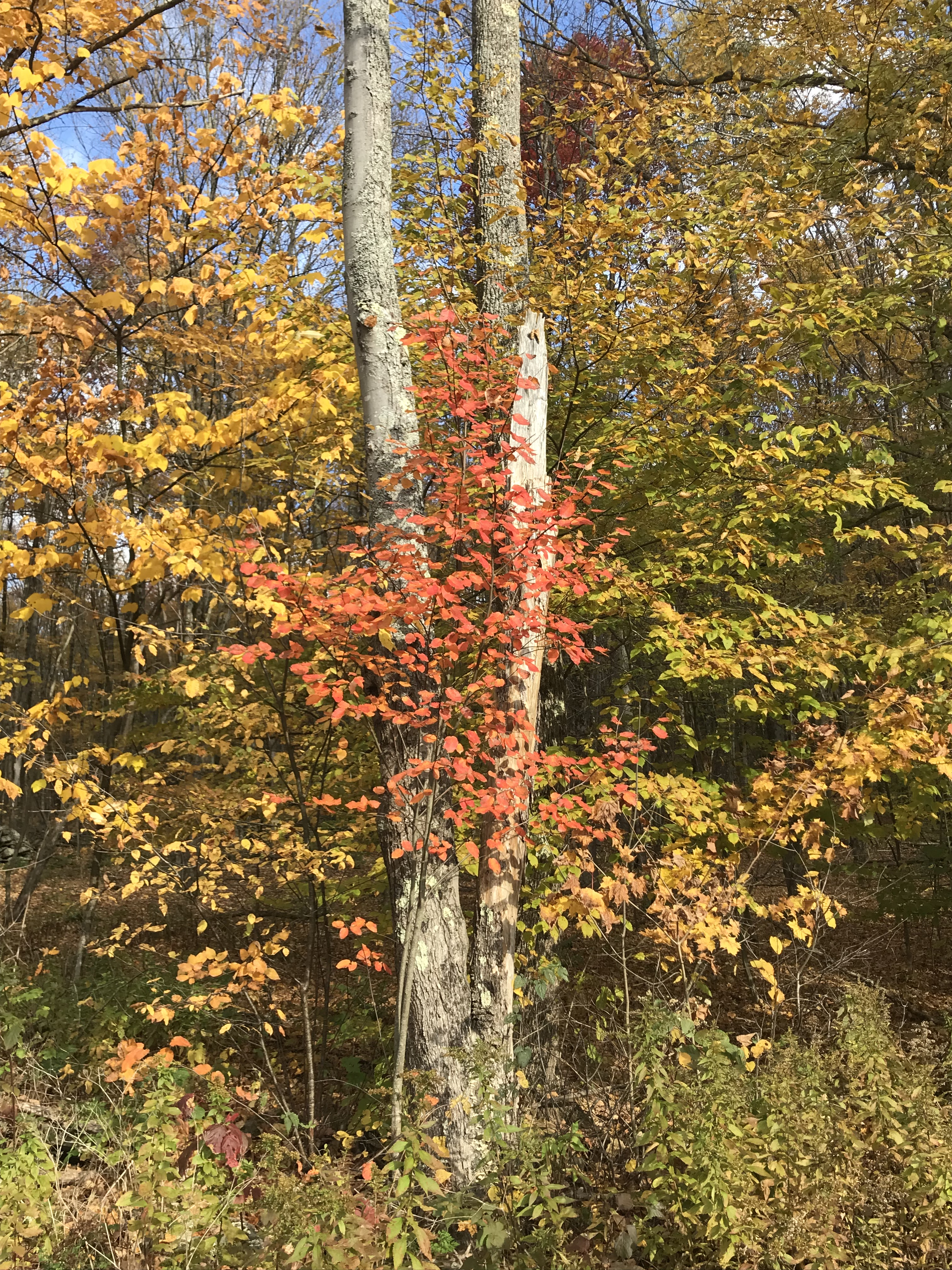
Sommige loofbomen, zoals deze esdoorns, laten in de herfst hun verkleurde bladeren vallen
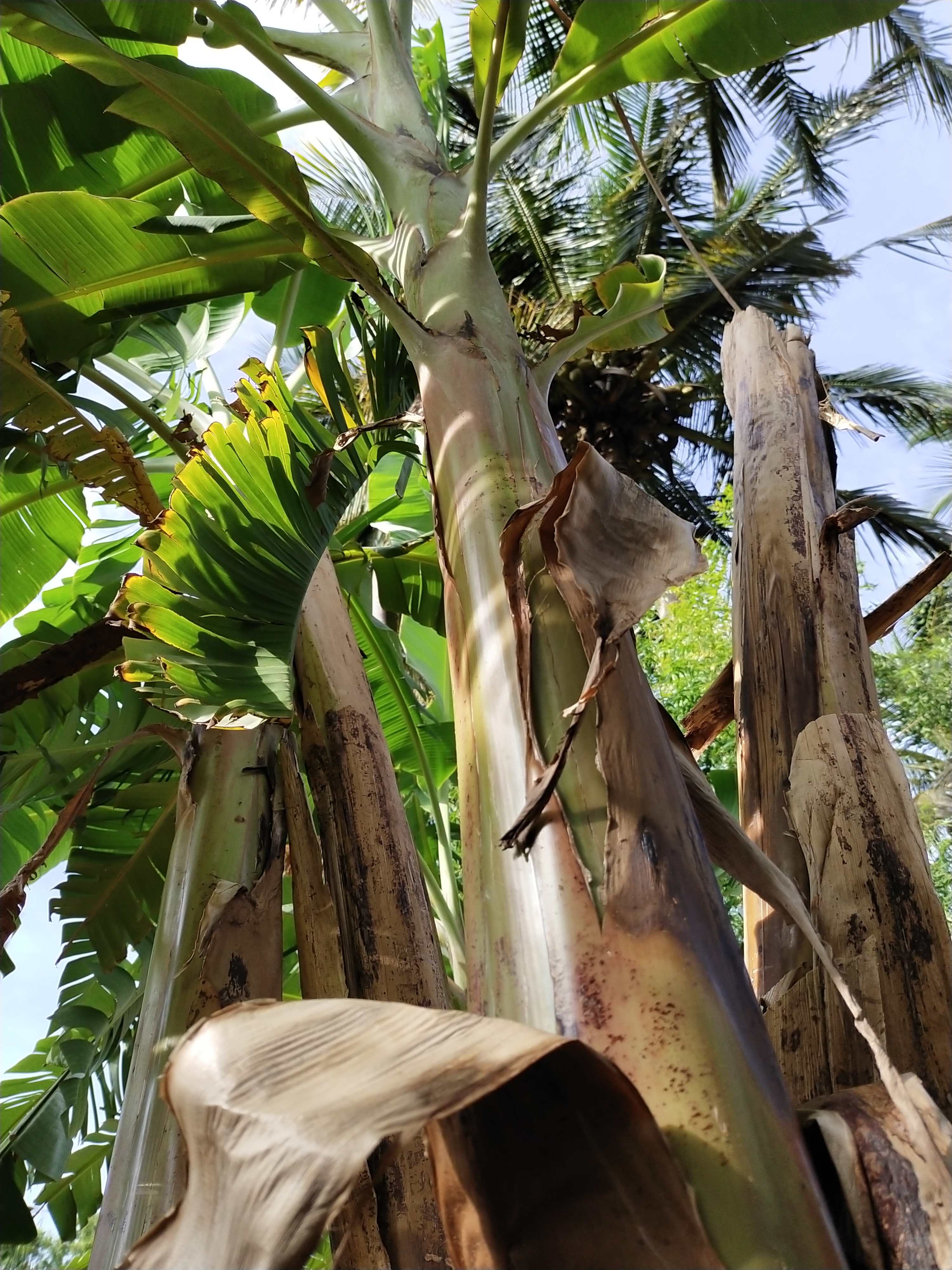
De bananenplant is geen echte boom, omdat deze geen houtige stam maakt (schijnstam)
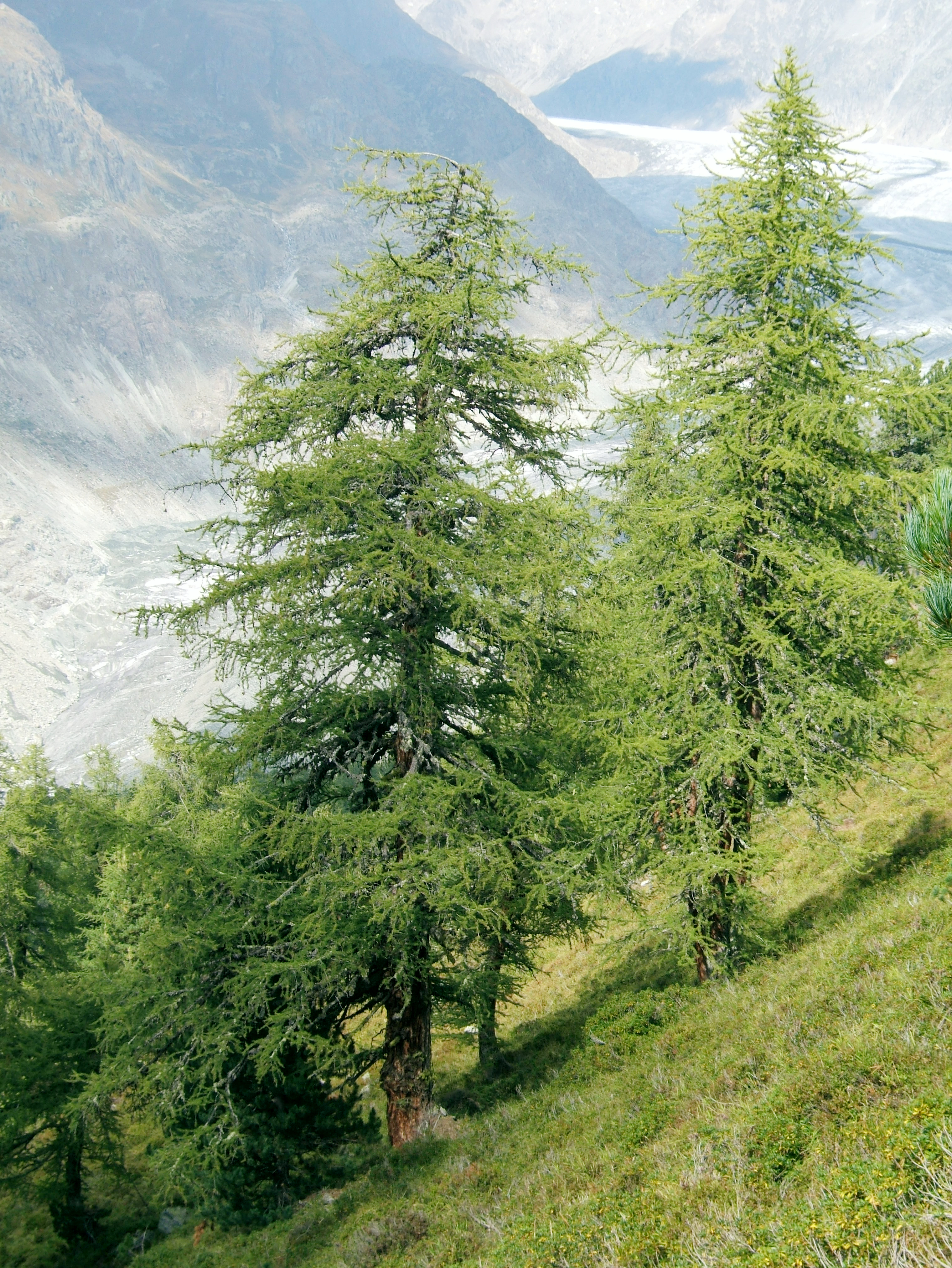
De Europese lariks (Larix decidua) behoort net als andere coniferen tot de naaktzadigen

De meeste boomsoorten behoren tot de bedektzadigen, dit zijn ruwweg alle loofbomen. Binnen de bedektzadigen vallen alle 'echte' boomsoorten onder de eudicytolen, ook wel "echte tweezaadlobbigen" genoemd omdat hun zaden twee zaadlobben bevatten. Soorten die soms als 'boom' worden aangeduid worden maar geen echt hout vormen, zoals als bamboe, palmen en bananen, zijn eenzaadlobbig.
De rest van de boomsoorten behoort grotendeels tot de naaktzadigen: de coniferen, palmvarens, ginkgofyten en gnetalen. Naaktzadige bomen vormen zaden die niet in echte vruchten zijn ingesloten, maar in kegels (open structuren zoals dennenappels). Een ander kenmerk van veel soorten naaktzadigen zijn de harde wasachtige bladen, zoals dennennaalden. 
Niet tot de zaadplanten worden gerekend de recente, betrekkelijk soortenarme groep van de boomvarens. Gedurende het Devoon en Carboon waren de boomvormige paardenstaarten en varens talrijk en vormden de latere steenkoollagen.

## Morfologie
Zoals alle planten zijn bomen in principe opgebouwd uit de drie hoofdorganen wortels, stengels (stam, takken) en bladeren. Er is een grote variatie op de standaardvormen van deze organen.

### Stam

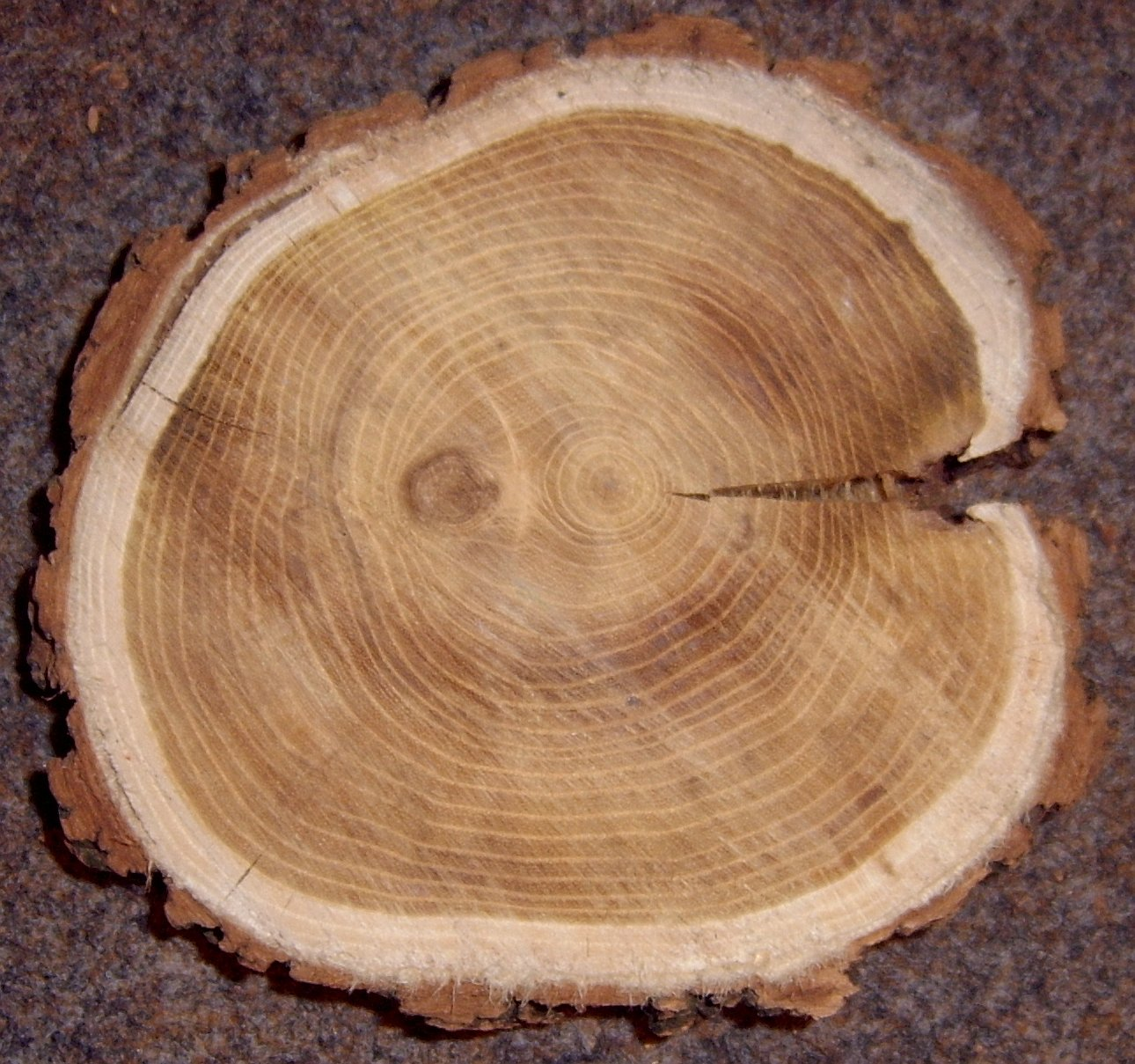
Jaarringen van doorgezaagde stam van een robinia

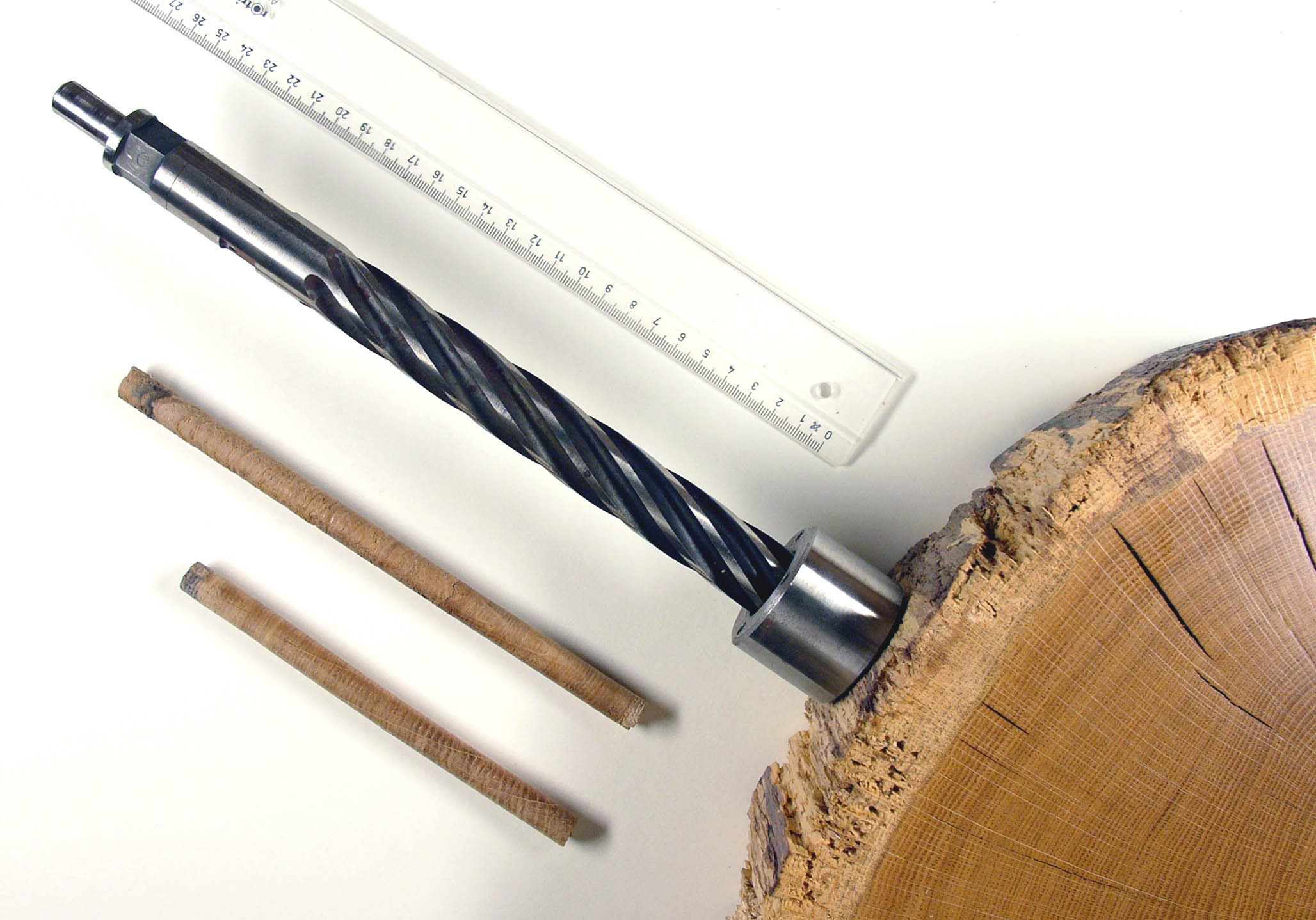
Houtboor met uitgeboorde kernen

De stam van een boom bestaat uit een cilinder van hout (Latijn: 'lignum'). Om de cilinder van hout bevindt zich een laag van delingsweefsel, het cambium, dat naar binnen toe hout (secundair xyleem) en naar buiten toe bastweefsel (secundair floeem) afzet. Hierdoor groeien bomen in de dikte: de zogenaamde secundaire diktegroei.
Afhankelijk van het klimaat kan een boom, al dan niet, groeiringen vormen. In het geval dat een boom elk jaar één ring vormt zijn dit dan zogenaamde "jaarringen", waaraan dan te schatten is hoe oud een boom is. Het staat echter niet zonder meer vast dat er elk jaar een ring gevormd wordt; ook schijnjaarringen komen voor.
Met behulp van een Presslerboor kan van een levende boom tot in het hart van de stam een cilindervormig stukje hout uitgeboord worden. Hieraan kan dan de groeigeschiedenis van een boom afgelezen worden.
In enkele boomsoorten is meer dan één cambium aanwezig, afgezien van de kurkcambia (fellogeen) die een rol spelen bij de vorming van kurk (felleem).

#### Reïteratie
Wanneer de hoofdstam van een boom is beschadigd kan een zijtak uitgroeien tot een dominante tak. Er wordt een nieuw begin gemaakt. Dit verschijnsel heet reïteratie (een "herhaling").
Ook wanneer een boom afgezaagd is, kunnen er nieuwe takken groeien uit de slapende knoppen of uit nieuw gevormde adventiefknoppen. Bij sommige boomsoorten kan apicale dominantie ervoor zorgen, dat een van deze takken uitgroeit tot een boom en dat de groei van de overige takken wordt onderdrukt. Het plantenhormoon auxine coördineert dit proces. Vaak treedt er echter eerst een bossige groei op.

#### Stabiliteit

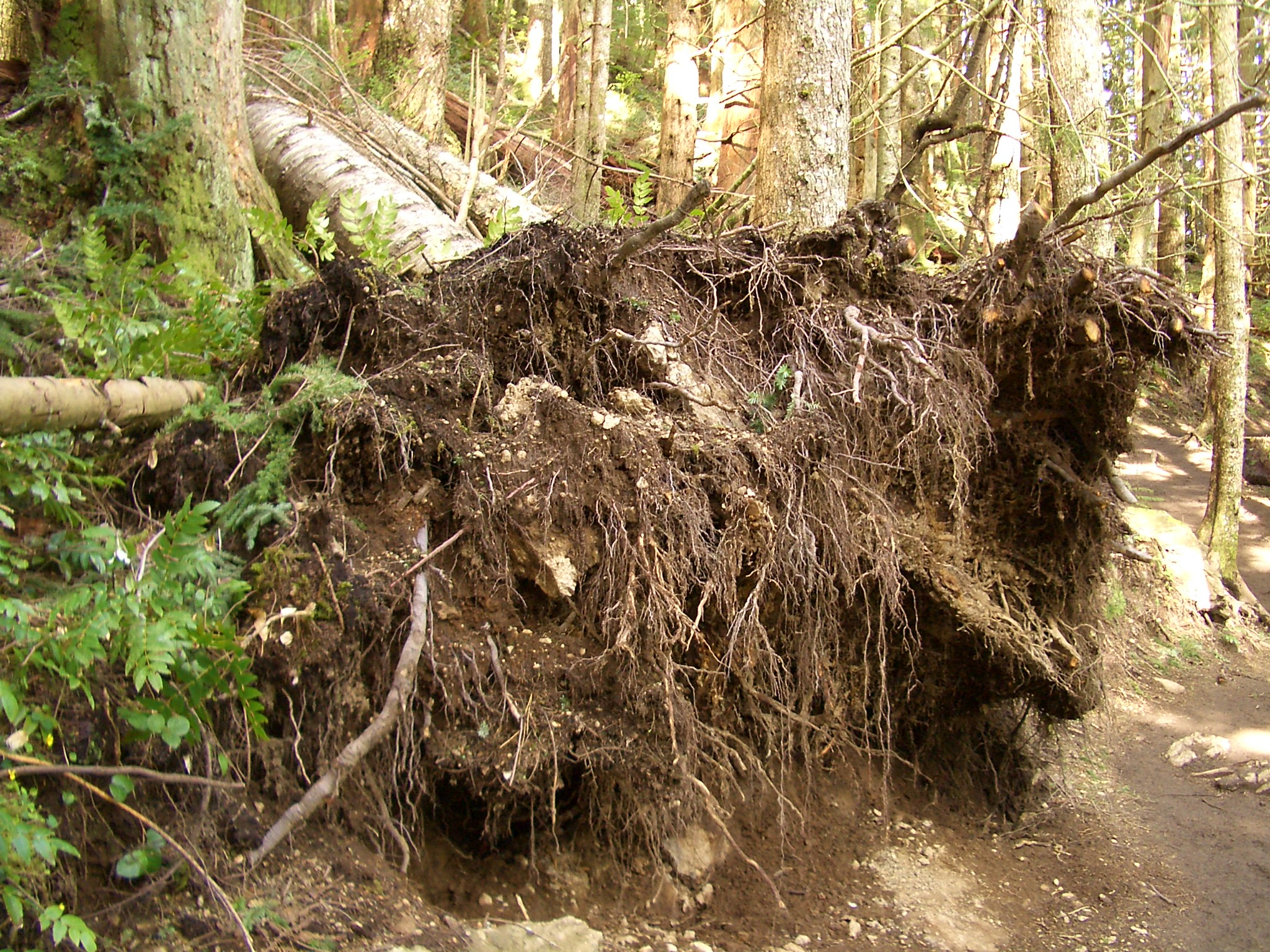
Matige stabiliteit door oppervlakkige beworteling

Een stabiele boom is voldoende bestand tegen gebeurtenissen als storm en zware sneeuwval. De stabiliteit van bomen kan worden uitgedrukt aan de hand van de h/d-verhouding. Dit is de verhouding tussen de hoogte in meters en de diameter op borsthoogte (dbh) in cm van de boom. De h/d-verhouding wordt berekend aan de hand van de volgende formule: {\displaystyle {\frac {h}{d}}={\frac {boomhoogte}{dbh}}\times 100}
Hoe hoger de h/d-verhouding, hoe lager de stabiliteit van de betreffende boom. Vanaf een waarde van 90 wordt gesproken van een instabiele boom. In bossen kan de h/d-verhouding beïnvloed worden door concurrentie tussen bomen. Jonge bomen hebben vaak een hoge h/d-verhouding. Dit komt doordat jonge bomen eerst sterk naar het licht, en dus in de hoogte, groeien. Pas later wordt er geïnvesteerd in diktegroei. Zo ontstaan lange, dunne bomen. Voor deze jonge bomen is dit vaak geen groot probleem, zolang zij omringd worden door andere bomen. Als ze vrijgesteld worden, bijvoorbeeld vlak na een dunning, zijn ze extra gevoelig voor stormschade. De stabiliteit van een bos kan verhoogd worden met behulp van dunning. Door te dunnen krijgen bomen meer ruimte en kunnen ze diktegroei beginnen te ontwikkelen.
Een boom kan eveneens breukgevoelig of onstabiel zijn doordat het kernhout van de stam is aangetast. Als de stam een groot aandeel rot hout vertoont, is de kans hoger dat hij bij storm kan breken. De stabiliteit kan ingeschat worden door een visual tree assessment (VTA), en met een nader onderzoek zoals bv trekproef, schimmelonderzoek of tomografie.

### Tak

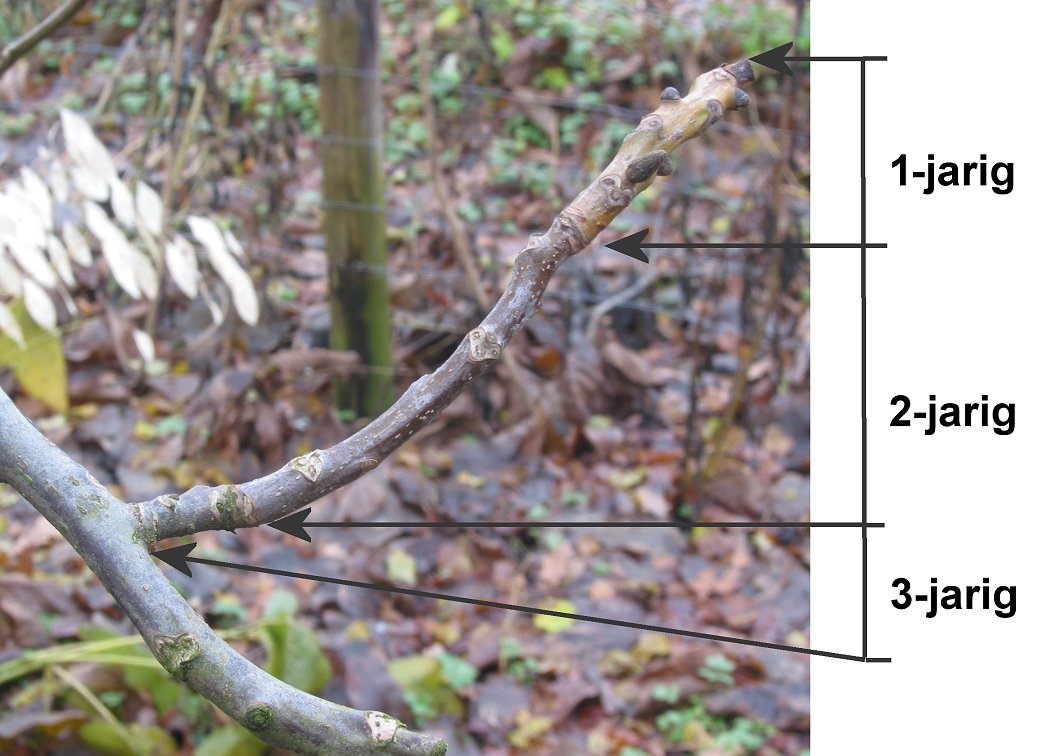
Een tak van een walnoot

Een tak is een onderdeel van een boom of struik. Op de takken staan de verschillende typen knoppen, zoals 
eindknoppen, zijknoppen en bijknoppen (seriale knoppen en collaterale knoppen). De knoppen kunnen verspreid, tegenover elkaar of in kransen staan. Aan het eind van de tak staat een eindknop. Officieel is een tak pas een tak als die drie jaar oud is. Daarvoor wordt het een twijg genoemd. Een twijg is dus een 1- of 2-jarige houtige stengel.

### Blad

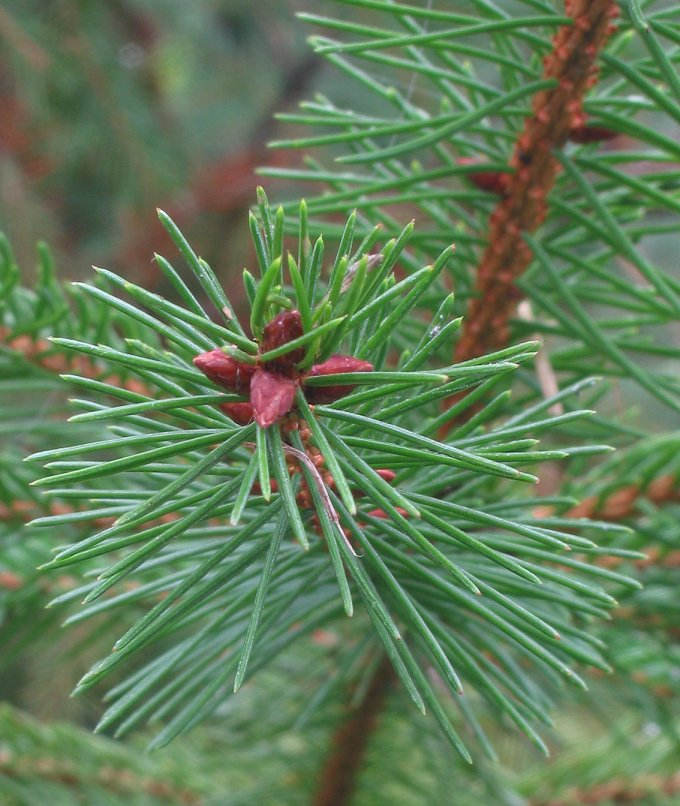
Naalden van een fijnspar

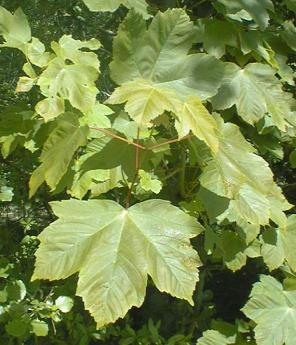
Bladeren van een gewone esdoorn

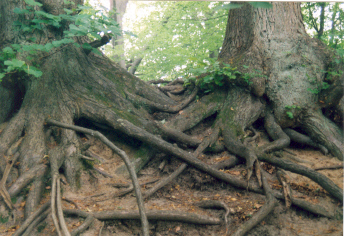
Boomstronken met blootgespoelde wortels

De meeste bomen hebben bladeren. Ze zien er niet altijd uit als bladeren, maar hebben soms een zeer smalle bladschijf, zoals bij naaldbomen. Er zijn bladverliezende en groenblijvende bomen. De loofbomen in de gebieden buiten de tropen en subtropen verliezen hun blad waardoor ze een droge of een koude periode kunnen overleven. De meeste naaldbomen behouden echter hun naalden.
Loofbomen in de tropen kunnen afhankelijk van de soort hun blad behouden of verliezen. Bladverliezende soorten laten hun blad in de droge tijd vallen (meestal in de herfst) en passen daarmee hun waterbehoefte aan.

### Wortel
Uit het zaad wordt een hoofdwortel of penwortel gevormd. De wortels kunnen diep in de grond doordringen en zorgen voor een belangrijk deel voor de verankering van de boom. Als bodemmateriaal wegspoelt kunnen de wortels van de boom gedeeltelijk bloot komen te liggen. Sommige boomsoorten maken ook luchtwortels, zoals waringin of treurvijg (Ficus benjamina).

### Vrucht
Bij bomen treedt pas bloei en vruchtdracht op nadat ze overgaan zijn van de juveniele naar de volwassen (adulte) fase. Dit kan variëren van enkele tot tientallen jaren. Daarnaast komt bij veel soorten beurtjaren voor. In het jaar met een zware vruchtdracht wordt wel van een mastjaar gesproken. Hierna treedt 1 tot 4 jaar geen vruchtdracht op, omdat de boom over onvoldoende reservestoffen beschikt. In de fruitteelt worden beurtjaren tegengegaan door de aanplant van rassen die weinig beurtjaargevoelig zijn en door vruchtdunning.
Bloei kan optreden op kortloten, langloten of op beiden. Tussen de boomsoorten zijn hier verschillen in.
Aan bomen komen in het algemeen dezelfde typen vruchten voor als aan kruidachtige planten. Sommige bomen, zoals de cacaoboom, heeft cauliflore vruchten. De bloei en vruchtdracht vinden op de stam plaats. Cauliflorie maakt het mogelijk om zware vruchten te vormen, die door zwakkere takken niet gedragen zouden kunnen worden.

### Bomen en klimaat
Periodes van droogte en hitte in de 20e en 21e eeuw zorgden voor meer aandacht voor de stress op en het afsterven van bomen. Een volwassen boom heeft een koelcapaciteit van 20 tot 30 kilowatt. Die capaciteit is vergelijkbaar met die van tien huishoudelijke airco-installaties. Bomen verdampen water om zich te verdedigen tegen hitte. Als er tekort is aan water in de bodem, gooien bomen hun bladeren af als natuurlijke verdedigingsmechanisme. Ze verhinderen zo dat alle vocht uit stam en takken verdwijnt. Een boom kan zo, tijdens de zomer, de aanblik van de herfst vertonen. Bij te lange periodes van droogte sterft hij af.

## Gebruik

### Gebruikstype
Bomen kunnen naar gebruikstype als volgt gerangschikt worden:
- Bosboom onder andere eik, es, beuk, den, spar
- Laanboom onder andere linde, eik, populier, beuk
- Straatboom onder andere berk, eik, beuk, esdoorn, paardenkastanje, sierkers
- Parkboom onder andere linde
- Sierboom o.a sierkers, magnolia
- Kerstboom
- Herdenkingsboom vooral linde onder andere bij geboorte leden Koninklijk Huis, 5 mei bevrijding Tweede Wereldoorlog.
- Vrijheidsboom
- Fruitboom onder andere appel, peer, kers, perzik

### Hakhoutstoel

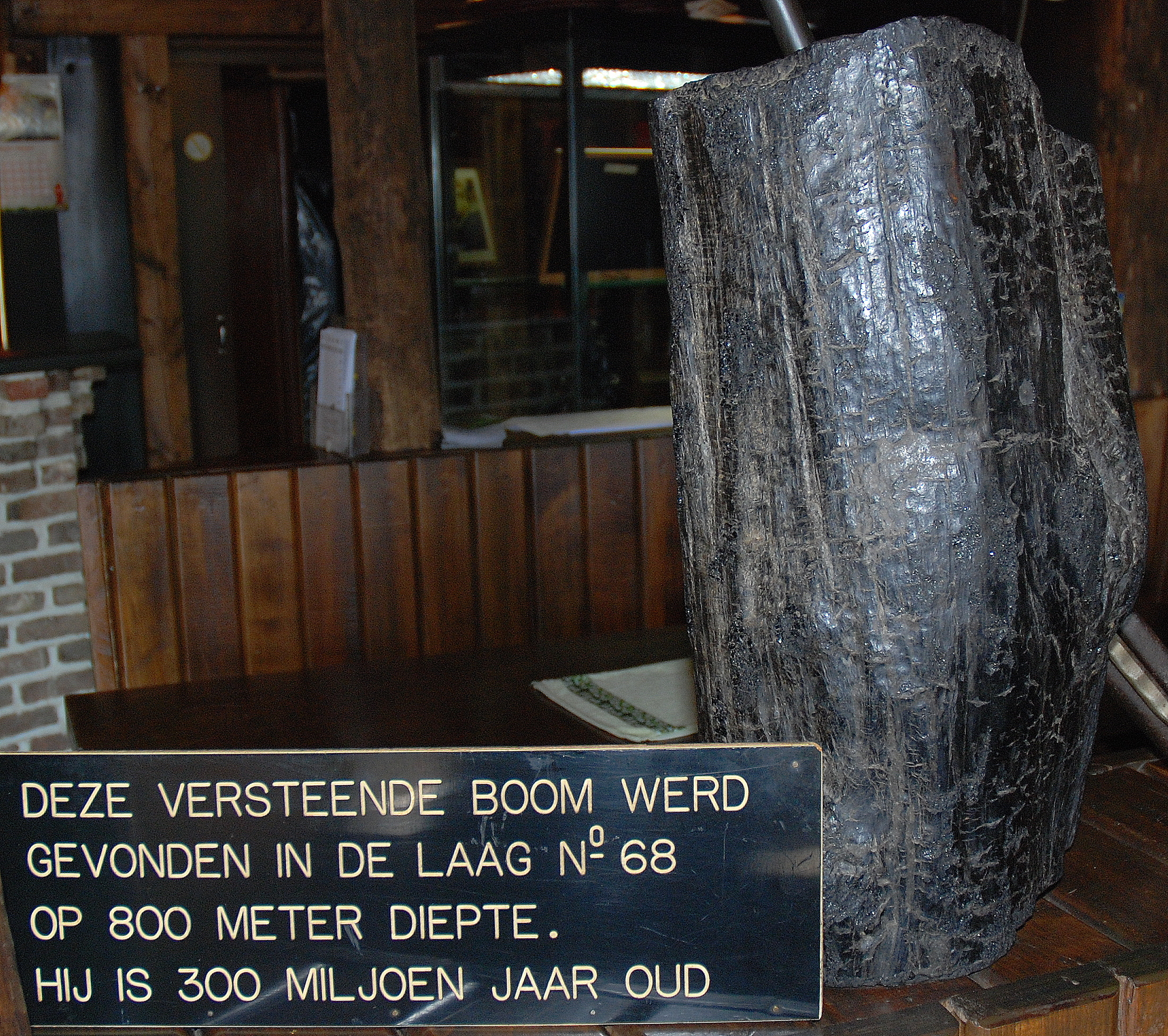
Een versteende boom uit de Steenkoolmijn van Houthalen

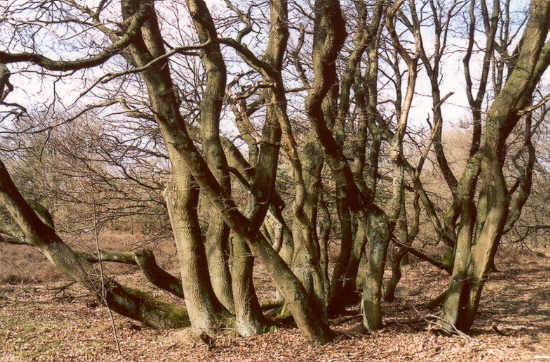
Hakhoutstoel of strubbel in natuurgebied De Wilde Kamp bij Garderen

Door het winnen van hakhout in vroeger jaren zijn er zogenaamde hakhoutstoelen of strubben ontstaan. Een hakhoutstoel bestaat uit meerdere stammen, die allen tot hetzelfde individu behoren, en kan tot twintig meter in doorsnee zijn. Op onder meer de Veluwe en in Drenthe komen nog hakhoutstoelen van de eik voor.

### Dood hout
Dood hout wordt in het bijzonder in de biotoop- en soortenbescherming gebruikt als verzamelbegrip voor afgestorven bomen of delen daarvan. Grofweg onderscheidt men daarin staand dood hout, oftewel nog niet omgevallen afgestorven bomen of hun delen, en liggend dood hout, dat al op de grond ligt.

### Zuurstof en fijnstof
De bladeren van een boom vormen glucose met behulp van (zon)licht en koolzuurgas uit de lucht , terwijl de wortels water, zuurstof en voedingszouten uit de bodem opnemen. Hieruit kan een boom koolhydraten vormen die hij nodig heeft voor de vorming van bladeren, knoppen en ook voor de lengte- en diktegroei. Dit vermogen heeft een boom dankzij de bladgroenkorrels in de bladeren. Deze bladgroenkorrels geven de groene kleur aan het blad en zij zorgen met behulp van (zon)licht voor het proces van de fotosynthese. Bij dit proces ontstaan naast koolhydraten ook zuurstof die noodzakelijk is bij de ademhaling van dieren en mensen. Een honderd jaar oude beuk met een bladoppervlak van 1.500 m² kan in de jaarlijkse zuurstofbehoefte van tien mensen voorzien. Bovendien nemen de bladeren van deze boom in de maanden dat de boom in blad staat nog eens 2,83 m³ fijnstof op en kan deze na elke regenbui weer dezelfde hoeveelheid stof opnemen.

### Koolstofdioxide
Tijdens hun leven nemen bomen het broeikasgas Koolstofdioxide op uit de lucht, en leggen de koolstof vast in het hout. Nadat de boom is gestorven breken bacteriën, schimmels en insecten het hout af, waarbij de koolstofdioxide weer vrijkomt in de lucht.

### Religie
Wereldwijd worden bomen gebruikt als heiligdom en in West-Europa was dit vooral in voorchristelijke tijden het geval. Bij deze bomen voerde men rituelen uit. Een voorbeeld van een nog steeds bestaande boom is de Heilige Eik bij Den Hout (Oosterhout).
In de Noordse kosmogonie is Yggdrasil de naam van de 'Wereldboom'. Ook in vroeg-christelijke tijden werden bomen gebruikt. Zo bestonden er lapjes- of koortsbomen, waaraan lijfgoed werd gehangen in de veronderstelling dat koorts daardoor verminderde. Anno 2005 zijn er nog steeds lapjes- of koortsbomen te vinden in het Liesbos bij Breda en bij de Sint-Walrickskapel van Overasselt. Vergelijkbaar is de breukenboom in Yde.
Ook de kinderboom, de boom waar de kinderen vandaan komen, is een overblijfsel van oud bijgeloof. Zie ook boomheiligdom.

### Recht
In de jaren 1970 vond in het Amerikaans milieurecht het principe ingang dat ecologische elementen zoals bomen een subjectief recht konden doen gelden. Sedert begin 21e eeuw is het principe in sommige landen wet geworden.

## De status van boomsoorten
In 2021 werden wereldwijd 17.500 van de 60.000 boomsoorten, dus 30% van alle boomsoorten, met uitsterven bedreigd. Belangrijkste oorzaken van de achteruitgang zijn landbouw en boskap. Ook verstedelijking, klimaatverandering, bosbranden en invasieve exoten spelen mee. De Rode Lijst van de IUCN van oktober 2024 bevestigde deze trend.

## Opmerkelijke bomen in België
- De zomereik van Liernu (Le Gros-Chêne de Liernu), de dikste boom van de Benelux
- Achtzalighedenboom in het Kempense Lille
- Onzelieveherenboom in Kortessem (geveld na een rukwind in 2009)
- Caesarsboom in Lo-Reninge
- De zomereik van Enghien (Le chêne du Duc Prosper)
- De Linde van Conjoux
- De Japanse notenboom in Geetbets, vermoedelijk de oudste van Europa
- De oude beuk 'Beni Hesse' bij Bonnerue (Houffalize)
- De Duizendjarige Eik (Lummen)

## Markante bomen in Nederland
- De hoogste boom in Nederland staat op het koninklijke landgoed Het Loo bij Apeldoorn. Het betreft een enorme douglasspar van 49,75 meter hoog die tussen 1860 en 1870 geplant is.
- De Kroezeboom van Fleringen, nabij Tubbergen. Geschatte leeftijd 400 tot 500 jaar.
- De Dikke Boom van Verwolde, bij Laren (Gelderland). Geschatte leeftijd 450 jaar.
- De Wodanseiken van Wolfheze. Geschatte leeftijd 300 tot 450 jaar.
- De Kroezeboom van Ruurlo. Geschatte leeftijd 350 tot 400 jaar.
- De Kozakkeneik van Delden. Geschatte leeftijd 350 jaar.
- Verschillende eiken bij Paleis Het Loo, Apeldoorn. Geschatte leeftijd 310 jaar.
- De Reuzeneik van Vorden. Geschatte leeftijd 300 jaar.
- De Zomereik op Landgoed Hilverbeek, 's-Graveland. Geschatte leeftijd 300 jaar.
- De Julianabeuk in Dwingeloo. Geschatte leeftijd 450-500 jaar oud. In maart 2011 omgezaagd na aantasting van schimmel op de stam.
- De Linde van Sambeek heeft een stamomtrek van 7,9 meter en is daarmee de dikste linde van Nederland. Ook wordt het de oudste boom van Nederland genoemd. Hoewel de boom door sommigen ouder wordt geschat, ligt de leeftijd waarschijnlijk tussen de 350 en 500 jaar.
- De Markiezeneik in Amelisweerd. Geschatte leeftijd 220 jaar.
- De Moeierboom (een zomerlinde) te Etten-Leur. Geschatte leeftijd 300-350 jaar.
- De Plataan in Elden bij het witte kerkje. Geschatte leeftijd 300-325 jaar.
- Reuzenbeuk, op Landgoed den Bramel bij Vorden. Had een omtrek van 744 cm. In 2009 is de boom gestorven en gekortwiekt. Geschatte leeftijd 300 tot 350 jaar.
- De dikste boom van Nederland is de Kabouterboom, een tamme kastanje (Castanea sativa) in het nationaal park Berg en Dal bij Beek-Ubbergen, met een stamomtrek van 8,33 m. Geschatte Leeftijd: 350-400 jaar oud.